# Verkehrskreis
Als Verkehrskreis wird im deutschen Binnenschifffahrtsfunk die Zuordnung von Kanälen für bestimmte Aufgaben definiert. Die Verkehrskreise sind in der Regionalen Vereinbarung über den Binnenschifffahrtsfunk geregelt.
Wenn eine Schiffsfunkstelle an mehreren Verkehrskreisen teilnimmt, muss der gleichzeitige Empfang auf allen tatsächlich benutzten Kanälen sichergestellt werden. Die vorgeschriebene ständige Hörbereitschaft ist davon unberührt. Schiffsfunkstellen müssen mindestens in den Verkehrskreisen Nautische Information, Schiff-Schiff und Schiff-Hafenbehörde senden und empfangen können.

## Verkehrskreis Schiff-Schiff
Der Verkehrskreis Schiff-Schiff wird für Funkverbindungen zwischen Schiffsfunkstellen genutzt. Die Ausgangsleistung bei Schaltung auf einen dieser Kanäle wird automatisch auf einen Wert zwischen 0,5 W und 1 W begrenzt. Als Rufzeichen ist der amtliche Name des Schiffes zu verwenden. Der Verkehrskreis kann auch für Verkehrssicherungssysteme benutzt werden.

## Verkehrskreis Nautische Information
Funkverbindungen zwischen Schiffsfunkstellen und Funkstellen der Behörden, die für die Betriebsdienste auf Binnenschifffahrtsstraßen zuständig sind. Die Funkstellen dieser Behörden können entweder mobile Funkstellen oder Landfunkstellen sein. Als Rufzeichen ist der amtliche Name des Schiffes zu verwenden. Der Verkehrskreis kann auch für Verkehrssicherungssysteme benutzt werden.

## Verkehrskreis Schiff-Hafenbehörde
Funkverbindungen zwischen Schiffsfunkstellen und Funkstellen der Behörden, die für die Betriebsdienste in Binnenhäfen zuständig sind. Die Ausgangsleistung bei Schaltung auf einen dieser Kanäle wird automatisch auf einen Wert zwischen 0,5 W und 1 W begrenzt. Als Rufzeichen ist der amtliche Name des Schiffes zu verwenden.

## Verkehrskreis Funkverkehr an Bord
Funkverbindungen an Bord eines Schiffes oder innerhalb einer Fahrzeuggruppe, die geschoben oder geschleppt werden, sowie bei Anweisungen für das Ankern und für Arbeiten mit Leinen. Die Ausgangsleistung bei Schaltung auf einen dieser Kanäle wird automatisch auf einen Wert zwischen 0,5 W und 1 W begrenzt. Auf Kleinfahrzeugen im Sinne der Europäischen Binnenschifffahrtsstraßen-Ordnung (CEVNI) ist die Benutzung des Verkehrskreises Funkverkehr an Bord nicht gestattet. Für tragbare Funkgeräte, die für den Verkehrskreis Funkverkehr an Bord verwendet werden, ist ebenfalls ein Rufzeichen zuzuteilen. Die Verwendung dieses Rufzeichens erfolgt auf freiwilliger Grundlage.

## Verkehrskreis Öffentlicher Nachrichtenaustausch
Funkverbindungen zwischen Schiffsfunkstellen und den öffentlichen nationalen und den internationalen Telekommunikationsnetzen und in Gegenrichtung.
(Wird in Deutschland seit der Massenverbreitung von mobilen Telefonen nicht mehr unterstützt.)